# Município de Carthage (condado de Athens, Ohio)
Localização do Ohio nos E.U.A.
O município de Carthage (em inglês: Carthage Township) é um local localizado no condado de Athens no estado estadounidense de Ohio. No ano 2010 tinha uma população de 1532 habitantes e uma densidade populacional de 15,31 pessoas por km².

## Geografia
O município de Carthage encontra-se localizado nas coordenadas 39° 14′ 14″ N, 81° 53′ 49″ O. Segundo a Departamento do Censo dos Estados Unidos, o município tem uma superfície total de 100.04 km², da qual 99,84 km² correspondem a terra firme e (0,21 %) 0,21 km² é água.

## Demografia
Segundo o censo de 2010, tinha 1532 pessoas residindo no município de Carthage. A densidade de população era de 15,31 hab./km².